# Evangelische Studierendengemeinde
Eine Evangelische Studierendengemeinde (auch: Evangelische StudentInnen- oder Studentengemeinde, abgekürzt ESG; in Österreich Evangelische Hochschulgemeinde) ist eine besondere Form einer zur Evangelischen Kirche gehörenden Gemeinde, die meist von einem Studentenpfarrer betreut wird. Die rund 145 örtlichen Studierendengemeinden in Deutschland sind auf Bundesebene zusammengeschlossen zum Verband der Evangelischen Studierendengemeinden in Deutschland (Bundes-ESG, früher: ESGiD). Die Geschäftsstelle der Dachorganisation hat ihren Sitz in Hannover und wird im Rahmen des EKD-Kompetenzzentrums Kinder, Jugend und Studierende zusammen mit der Geschäftsstelle der Arbeitsgemeinschaft der Evangelischen Jugend (aej e. V.) geführt.

## Geschichte
Die ESG ist entstanden aus dem Zusammenschluss der 1895 gegründeten Deutschen Christlichen Studentenvereinigung (DCSV), des 1896 gegründeten Studentenbundes für Mission (SfM) und der 1905 gegründeten Deutschen Christlichen Vereinigung Studierender Frauen (DCVSF), die 1938 verboten worden waren, und den Studentengruppen der Bekennenden Kirche, die vielerorts zur gleichen Zeit von den Nationalsozialisten zerschlagen worden waren. Unter dem Dach der Kirche traf man sich bereits vor dem Zweiten Weltkrieg zu gemeinsamen Bibelstunden, Andachten und Freizeitgestaltungen. Vorläufer der Evangelischen StudentInnengemeinde gab es also bereits vor 1945, als Organisation entstand sie dann nach der Befreiung.
1949 gründete sich außerdem die Studentenmission in Deutschland (SMD), ein Zusammenschluss hauptsächlich evangelischer und evangelisch-freikirchlicher Studierender, die sich ebenfalls in der Tradition der DCSV stehend sahen. In den 1950er Jahren hatte die ESG das größte Ansehen, die meisten Gemeindeglieder und auch den größten Einfluss. 1964 kam es zu einer offiziellen Absprache zwischen ESG und SMD, in der eine gegenseitige Anerkennung und die jeweilige Unabhängigkeit der Arbeit vereinbart wurden.
Seit Mitte der 1960er Jahre wurde die ESG vielerorts Teil der politischen Studentenbewegung. In manchen Orten verstand man sich dezidiert als „Politische Gemeinde“. Die ESG unterstützte sozialkritische, antikapitalistische und antiimperialistische Bewegungen und nahm deren Fragen auf. Dies brachte sie in vielen Hochschulstädten in Konflikt mit den Landeskirchen, die zum Beispiel in Marburg oder Hannover rigoros gegen sie vorgingen. Zum Teil äußerten ESGn offene oder latente Sympathie und Verständnis für linksradikale Strömungen. In einigen Orten entstanden so genannte Autonome Evangelische Studierendengemeinden (aESGn), von denen die meisten bis Ende der 1980er Jahre bestanden. Die letzte aESG in Heidelberg löste sich 2003 auf. Heute sind auch die meisten der anderen Gemeinden weniger politisch und wieder stärker kirchlich geprägt.
Nach der Deutschen Wiedervereinigung erfolgte 1997 der Zusammenschluss der ESG in der Bundesrepublik Deutschland und der ESG in der DDR zur „ESG in der Bundesrepublik Deutschland“ mit zwei Geschäftsstellen in Köln und Berlin.
Die zusammengeführte Geschäftsstelle der ESG hatte von 2002 bis 2007 ihren Sitz in Berlin. Seit Beginn der Kooperation mit der Arbeitsgemeinschaft der Evangelischen Jugend (aej) 2008 hat die Geschäftsstelle ihren Sitz in Hannover. Leiter dieser Geschäftsstelle war zunächst der Generalsekretär der Bundes-ESG, diese Stelle wurde von Jörn Möller bekleidet. In Folge von Unstimmigkeiten über Organisationsstrukturen und Personalien kam es ab dem Jahr 2014 zur Vakanz der Stelle des Generalsekretärs.
Da EKD und der aej nun eine Reorganisation der Strukturen der Bundes-ESG bekräftigten, wurde eine neue Ordnung beschlossen, in der die bisherige Stelle des Generalsekretärs als Bundesstudierendenpfarrer geführt wird. Die neue Ordnung trat am 30. September 2014 in Kraft und führt zur Neuwahl der Bundesstudierendenpfarrerin. Seit dem 1. September 2015 ist die Stelle mit Corinna Hirschberg besetzt.
In der DDR bildeten die Evangelischen Studentengemeinden einen Teil des (geduldeten) Widerstands gegen die Politik der SED, da sie sich unter dem Dach der Landeskirchen befanden. Außerdem wurde mit der 1946 gegründeten Freien Deutschen Jugend (FDJ) eine Jugendorganisation geschaffen, die sich politisch gegen die jungen Gemeinden und Studentengemeinden richten sollte. Besonders in den Jahren 1952 und 1953 kam es zu Maßnahmen, wie Relegationen und Exmatrikulationen von Schülern und Studenten wegen ihrer Zugehörigkeit zu diesen Gemeinden. Mit den Beschlüssen vom 9./10. Juni 1953 wurden diese offiziell zurückgenommen, blieben aber im Bewusstsein. Studentenpfarrer und Studentengemeinden waren bevorzugte Ziele der Beobachtung und Anwerbung für das Ministerium für Staatssicherheit, aufgrund der Offenheit der Studentengemeinden mit größerem Erfolg als in regulären Gemeinden. Die Berliner Geschäftsstelle der Evangelischen Studentengemeinden in der DDR vertrat zeitweise – losgelöst von der Basis – weitgehend prosozialistisch-opportunistische Positionen. Viele Akteure der friedlichen Revolution waren geprägt durch die ESG. Das Studentenpfarramt galt oft als Sprungbrett für folgende kirchenleitende Funktionen, so waren mehrere spätere Bischöfe wie beispielsweise Axel Noack vorher Studentenpfarrer.
Im Westen Deutschlands gab es eine ähnliche Entwicklung wie bei den Katholischen Hochschulgemeinden (KHGn): Das Experimentierfeld Campus wurde gerade von jungen, engagierten, promovierten Pfarrern genutzt. Bedeutende Bischöfe wie der katholische Werner Guballa oder der evangelische Johannes Friedrich waren vorher Studentenpfarrer.

## Selbstverständnis
Die ESG versteht sich als „Gemeinde Jesu Christi an der Hochschule“, das heißt, sie „Durch Wort und Tat verkündigt die Bundes-ESG das Evangelium Jesu Christi als Gottes Zuspruch und Anspruch an uns. Sie ist an die Heilige Schrift gebunden und steht auf der Grundlage der in der Evangelischen Kirche in Deutschland gültigen Bekenntnisse. Die Bundes-ESG nimmt teil am Gesamtauftrag der Evangelischen Kirche in Deutschland (EKD) und ihrer Gliedkirchen, insbesondere im gesellschaftlichen Feld von Bildung, Wissenschaft und Hochschulentwicklung“ (aus der Präambel).
Die ESG ist Mitglied in der Europa Sektion des Christlichen Studenten-Weltbund (WSCF-E).

## Theologische Ausrichtung
Als Verband evangelischer Gemeinden ist die ESG an die Bekenntnisse der Landeskirchen gebunden, die auch die materielle Ausstattung der ESGn an den Hochschulstandorten sicherstellen. Insgesamt sind die evangelischen Studierendengemeinden stark von den theologischen Diskursen der Bekennenden Kirche, der Befreiungstheologie und neuerer theologischer Diskurse der letzten 20 Jahre geprägt. Dabei wirkt auch die hohe Fluktuation in den Gemeinden zu schnelleren theologischen Wandlungen in der ESG. Allgemein repräsentiert die ESG den liberalen Zweig evangelischer Studentenarbeit. Das Gegenüber zu den ESGn bildet an vielen Hochschulen die Studentenmission in Deutschland (SMD), die theologisch konservativer ausgerichtet ist als die meisten ESGn.